# Zonnig piekhaarkelkje
Het zonnig piekhaarkelkje (Hyalopeziza niveocincta) is een schimmel behorend tot de familie Hyaloscyphaceae. Het komt voor op dode twijgen van loofhout.

## Verspreiding
In Nederland komt het uiterst zeldzaam voor. Het staat niet op de rode lijst en het is niet bedreigd.